# Orçay
Orçay – miejscowość i gmina we Francji, w Regionie Centralnym, w departamencie Loir-et-Cher.
Według danych na rok 1990 gminę zamieszkiwało 259 osób, a gęstość zaludnienia wynosiła 14 osób/km² (wśród 1842 gmin Centre, Orçay plasuje się na 882. miejscu pod względem liczby ludności, natomiast pod względem powierzchni na miejscu 720.).